# حرائق غابات نيومكسيكو 2020
حرائق غابات نيومكسيكو 2020 بدأت في مايو 2020 في نيومكسيكو. احترق ما لا يقل عن 543 حريقًا في جميع أنحاء الولاية، مع اشتعال النيران في أواخر أكتوبر 2020. كان الموسم جزءًا من موسم حرائق الغابات في غرب الولايات المتحدة 2020. أحرقت النيران أكثر من 1000 فدان (400 هكتار) وتسببت في أضرار هيكلية كبيرة وإصابات.